# Senador Mourão
Senador Mourão é um distrito do município brasileiro de Diamantina, no interior do estado de Minas Gerais. Segundo o censo demográfico de 2022, realizado pelo Instituto Brasileiro de Geografia e Estatística (IBGE), sua população era de 1 771 habitantes e havia 638 domicílios particulares permanentes ocupados. Possui área de 556,01 km² conforme a Fundação João Pinheiro (FJP).
De acordo com o IBGE, em 2010 a população era de 2 390 habitantes e havia 892 domicílios particulares.
Foi criado pela lei provincial nº 3.451 de 1º de outubro de 1887. No passado tinha o nome de Campinas. Passou a se chamar Senador Mourão pelo decreto-lei estadual nº 1.058 de 31 de dezembro de 1943.